# Stephan Kunz
Stephan Kunz (ur. 31 stycznia 1972 w Vaduz) – biegacz narciarski, reprezentant Liechtensteinu i klubu Skiclub Triesenberg.

## Kariera
W Pucharze Świata zadebiutował 18 grudnia 1993 roku w Davos, zajmując 111. miejsce w biegu na 15 km stylem dowolnym. Pierwsze pucharowe punkty zdobył jednak blisko trzy lata później 14 grudnia 1996 roku w Brusson, gdzie zajął 29. miejsce w tej samej konkurencji. Na podium zawodów tego cyklu pierwszy raz stanął 10 grudnia 1999 roku w Sappadzie, kończąc rywalizację w biegu na 15 km stylem dowolnym na drugiej pozycji. W zawodach tych rozdzielił reprezentującego Hiszpanię Johanna Mühlegga i Austriaka Christiana Hoffmanna. W kolejnych startach jeszcze dwukrotnie plasował się w czołowej trójce: 11 grudnia 1999 roku w tej samej miejscowości był trzeci w biegu łączonym (za Thomasem Alsgaardem i Espenem Bjervigiem) a 9 stycznia 2000 roku w Moskwie był trzeci na dystansie 30 km stylem dowolnym (za Mühleggiem i Alsgaardem). Najlepsze wyniki osiągnął w sezonie 1999/2000, kiedy zajął siódme miejsce w klasyfikacji generalnej i jedenaste w klasyfikacji dystansowej.
W 1994 roku wziął udział w igrzyskach olimpijskich w Lillehammer, gdzie jego najlepszym wynikiem było 38. miejsce na dystansie 50 km techniką klasyczną. Na rozgrywanych cztery lata później igrzyskach w Nagano był między innymi czternasty w biegu na 30 km stylem klasycznym. Wystartował też na igrzyskach olimpijskich w Salt Lake City w 2002 roku, najlepszy wynik osiągając w sprincie stylem dowolnym, który ukończył na 22. pozycji. Ponadto na mistrzostwach świata w Val di Fiemme w 2003 roku był czternasty w biegu na 15 km techniką klasyczną oraz piętnasty na dystansie 50 km stylem dowolnym.

## Osiągnięcia

### Igrzyska olimpijskie
| Miejsce | Dzień     | Rok  | Miejscowość    | Konkurencja             | Czas biegu | Strata   | Zwycięzca                   |
| ------- | --------- | ---- | -------------- | ----------------------- | ---------- | -------- | --------------------------- |
| 55.     | 14 lutego | 1994 | Lillehammer    | 30 km stylem dowolnym   | 1:12:26,4  | +11:33,6 | Thomas Alsgaard             |
| 76.     | 17 lutego | 1994 | Lillehammer    | 10 km stylem klasycznym | 24:20,1    | +4:24,7  | Bjørn Dæhlie                |
| 64.     | 19 lutego | 1994 | Lillehammer    | 10+15 km pościgowy      | 1:00:08,8  | +9:10,8  | Bjørn Dæhlie                |
| 38.     | 27 lutego | 1994 | Lillehammer    | 50 km stylem klasycznym | 2:07:20,3  | +13:17,8 | Władimir Smirnow            |
| 14.     | 9 lutego  | 1998 | Nagano         | 30 km stylem klasycznym | 1:33:55,8  | +5:37,5  | Mika Myllylä                |
| 57.     | 12 lutego | 1998 | Nagano         | 10 km stylem klasycznym | 27:24,5    | +3:32,3  | Bjørn Dæhlie                |
| 34.     | 14 lutego | 1998 | Nagano         | 10+15 km pościgowy      | 1:07:01,7  | +4:41,2  | Thomas Alsgaard             |
| 28.     | 22 lutego | 1998 | Nagano         | 50 stylem dowolnym      | 2:05:08,2  | +11:28,0 | Bjørn Dæhlie                |
| 31.     | 9 lutego  | 2002 | Salt Lake City | 30 km stylem dowolnym   | 1:11:31,0  | +4:25,8  | Christian Hoffmann          |
| 43.     | 14 lutego | 2002 | Salt Lake City | 2 × 10 km łączony       | 49:48,9    | +2:32,3  | Thomas Alsgaard Frode Estil |
| 22.     | 19 lutego | 2002 | Salt Lake City | Sprint stylem dowolnym  | 2:56,9     | -        | Tor Arne Hetland            |

### Mistrzostwa świata
| Miejsce | Dzień     | Rok  | Miejscowość   | Konkurencja             | Czas biegu | Strata   | Zwycięzca           |
| ------- | --------- | ---- | ------------- | ----------------------- | ---------- | -------- | ------------------- |
| 59.     | 9 marca   | 1995 | Thunder Bay   | 30 km stylem klasycznym | 1:15:52,3  | +11:05,8 | Władimir Smirnow    |
| 39.     | 11 marca  | 1995 | Thunder Bay   | 10 km stylem klasycznym | 24:52,3    | +2:33,1  | Władimir Smirnow    |
| 41.     | 13 marca  | 1995 | Thunder Bay   | 10+15 km pościgowy      | 1:06:19,5  | +3:42,5  | Władimir Smirnow    |
| 52.     | 19 marca  | 1995 | Thunder Bay   | 50 km stylem dowolnym   | 1:56:36,0  | +12:31,7 | Silvio Fauner       |
| 23.     | 21 lutego | 1997 | Trondheim     | 30 km stylem dowolnym   | 1:06:28,2  | +3:08,0  | Aleksiej Prokurorow |
| 26.     | 24 lutego | 1997 | Trondheim     | 10 km stylem klasycznym | 23:41,8    | +1:48,6  | Bjørn Dæhlie        |
| 25.     | 25 lutego | 1997 | Trondheim     | 10+15 km pościgowy      | 1:00:11,1  | +4:01,8  | Bjørn Dæhlie        |
| 32.     | 2 marca   | 1997 | Trondheim     | 50 km stylem klasycznym | 2:16:37,5  | +11:13,7 | Mika Myllylä        |
| 27.     | 19 lutego | 1999 | Ramsau        | 30 km stylem dowolnym   | 1:15:26,2  | +5:29,1  | Mika Myllylä        |
| 22.     | 17 lutego | 2001 | Lahti         | 2 × 10 km łączony       | 47:15,5    | +1:27,2  | Per Elofsson        |
| 28.     | 21 lutego | 2001 | Lahti         | Sprint stylem dowolnym  | 3:14,1     | -        | Tor Arne Hetland    |
| 39.     | 25 lutego | 2001 | Lahti         | 50 km stylem dowolnym   | 2:05:27,2  | +13:33,5 | Johann Mühlegg      |
| 14.     | 21 lutego | 2003 | Val di Fiemme | 15 km stylem klasycznym | 35:47,5    | +55,0    | Axel Teichmann      |
| 34.     | 23 lutego | 2003 | Val di Fiemme | 2 × 10 km łączony       | 47:42,3    | +1:29,1  | Per Elofsson        |
| 39.     | 26 lutego | 2003 | Val di Fiemme | Sprint stylem dowolnym  | 3:12,1     | -        | Thobias Fredriksson |
| 15.     | 1 marca   | 2003 | Val di Fiemme | 50 km stylem dowolnym   | 1:54:25,3  | +3:15,5  | Martin Koukal       |

### Puchar Świata

#### Miejsca w klasyfikacji generalnej
- sezon 1996/1997: 64.
- sezon 1997/1998: 69.
- sezon 1998/1999: 40.
- sezon 1999/2000: 7.
- sezon 2001/2002: 55.
- sezon 2002/2003: 82.

#### Miejsca na podium
| Nr | Dzień      | Rok  | Miejscowość | Konkurencja           | Czas biegu | Pozycja | Strata | Zwycięzca       |
| -- | ---------- | ---- | ----------- | --------------------- | ---------- | ------- | ------ | --------------- |
| 1. | 10 grudnia | 1999 | Sappada     | 15 km stylem dowolnym | 34:12,7    | 2.      | +42,0  | Johann Mühlegg  |
| 2. | 11 grudnia | 1999 | Sappada     | 10 + 10 km łączony    | 39:20,6    | 3.      | +29,1  | Thomas Alsgaard |
| 3. | 9 stycznia | 2000 | Moskwa      | 30 km stylem dowolnym | 1:18:18,0  | 3.      | +47,3  | Johann Mühlegg  |